# Chelipoda otiraensis
Chelipoda otiraensis är en tvåvingeart som beskrevs av Miller 1923. Chelipoda otiraensis ingår i släktet Chelipoda och familjen dansflugor. Inga underarter finns listade i Catalogue of Life.